# Peter Frankopan
Peter Frankopan (né le 22 mars 1971) est un historien et écrivain britannique. Il est professeur d'histoire mondiale au Worcester College d'Oxford et directeur de l'Oxford Centre for Byzantine Research. Il est membre de la Royal Asiatic Society. Il est connu pour son livre publié en 2015 Les Routes de la Soie.

## Jeunesse et éducation
Frankopan est le deuxième des cinq enfants du Croate Louis Doimi de Frankopan (1939-2018) et de l'avocate et professeure de droit international d'origine suédoise Ingrid Detter. Sa sœur aînée est Lady Nicholas Windsor.
Il fréquente le Collège d'Eton et obtient ensuite un diplôme en histoire byzantine du Jesus College de Cambridge, avant d'obtenir son doctorat en philosophie au Corpus Christi College d'Oxford. Il est chercheur principal au Worcester College d'Oxford et directeur de l'Oxford Centre for Byzantine Research.
Ses recherches portent sur l'histoire de l'Empire byzantin, de la Méditerranée, des Balkans, du Caucase et de la Russie, ainsi que l'interdépendance de l'Islam et du Christianisme. Il a également étudié la littérature grecque du Moyen Âge.

## Carrière d'écrivain
Le premier livre d'histoire de Frankopan, The First Crusade: The Call from the East est publié en 2012. Le livre reçoit une bonne critique de Nicholas Shakespeare dans The Telegraph. Il le qualifie de "travail persuasif et vivifiant" et déclare que "Peter Frankopan n'est pas encore bien connu, mais il mérite de l'être". Michael Dirda, dans le Washington Post, fait l'éloge de ce « livre soigneusement documenté ». Thomas F. Madden, spécialiste des Croisades, est plus critique.
En 2015, le livre de Frankopan , Les Routes de la Soie : une nouvelle histoire du monde, est publié. Écrivant dans le Telegraph, Bettany Hughes le salue comme un « livre charismatique et essentiel » tandis qu'Anthony Sattin, écrivant dans The Guardian, le qualifie d'« ambitieux » et « plein de perspicacité mais déçu par des erreurs factuelles ». Le livre de suivi de Frankopan, The New Silk Roads : The Present and Future of the World (Bloomsbury Publishing), est publié en 2018.
En mars 2023, Bloomsbury publie The Earth Transformed: An Untold History de Frankopan, décrit comme une histoire du monde, écrite dans une perspective fondamentalement environnementale.

## Vie privée
Frankopan joue pour l'équipe nationale croate de cricket. Il joue également pour l'équipe de cricket Authors XI avec d'autres écrivains britanniques et contribue à un chapitre du livre que les membres de l'équipe ont écrit collectivement sur leur première saison à jouer ensemble, The Authors XI: A Season of English Cricket from Hackney to Hambledon (2013).
Frankopan et son épouse Jessica, fille de Tim Sainsbury, ont quatre enfants et vivent à Oxford. Ensemble, ils supervisent une fiducie de 14 millions de livres sterling financée par la fortune des supermarchés de sa famille.

## Publications
- The First Crusade: The Call from the East, Belknap Press, 2012 (ISBN 9780674059948)[14]
- The Silk Roads: A New History of the World, Bloomsbury, 2015 (ISBN 9781408839973)[11]
- The New Silk Roads: The Present and Future of the World, Bloomsbury, 2018 (ISBN 9781526607423)[15]
- The Silk Roads: An Illustrated New History of the World, Bloomsbury, 2018 (ISBN 9781408889930)[16]
- The Earth Transformed: An Untold History, Bloomsbury,  (ISBN 9781526622563), 2023[17]